# عبدالقدیر آزاد
عبدالقدیر آزاد (۱۲۷۰ یا ۱۲۷۲ – ۱۳۵۲ یا ۱۳۵۳) روزنامه‌نگار کمونیست  و نمایندهٔ مجلس شورای ملی ایران بود.

## تولد و تحصیلات
در ۱۲۷۰ در سبزوار به دنیا آمد. پدرش جان‌محمد کشاورز بود. تحصیلات ابتدایی را در زادگاهش گذراند و با ادبیات فارسی، علوم دینی، حساب، و زبان فرانسه آشنا شد.

## فعالیت‌های شغلی
ابتدا به استخدام ادارهٔ پست‌وتلگراف شهرهای مشهد، تربت حیدریه، و کاشمر درآمد اما بعداً به عدلیه منتقل شد.

## فعالیت سیاسی در دوره قاجار
آزاد در اواخر دوره قاجار در اعتراض به قرارداد ۱۹۱۹ وثوق‌الدوله در مشهد شبنامه توزیع کرد و به همین دلیل پنج یا هشت ماه به زندان افتاد.

### حزب طرفداران قانون اساسی
آزاد در اواخر دوره قاجار با توجه به فعالیت‌های سیاستمداران آن روزگار در تقابل با آنان قرار داشت در اعتراض به فعالیت قوام السلطنه و وثوق الدوله در تلاش برای قرارداد ۱۹۱۹ با ۴۰۰ نفراعضای حزب خود موسوم به حزب طرفداران قانون اساسی به صورت مسلحانه قیام می‌کند که با شکست و دستگیری به اعدام محکوم می‌گردد. وی بر اثر فشار گروه‌های آزادیخواه آزاد می‌شود.

### مخالفت با قوام
با قوام‌السلطنه، حاکم وقت خراسان، درافتاد و سه یا شش ماه محبوس شد. پس از آزادی به مبارزه ادامه داد و با جلب نظر برخی از خوانین درگز، بجنورد، و قوچان از جمله زبردست‌خان به صورت مسلحانه قیام کرد. شورش شکست خورد و آزاد به همراه زبردست‌خان و سایر شورشیان به تاشکند روسیه گریخت و یک و نیم سال آنجا اقامت کرد. با وجود آنکه دولت مرکزی اعلام عفو کرده بود، پس از بازگشت به ایران، دستگیر و به اعدام محکوم شد اما با وساطت آقا شیخ حسین یزدی نجات پیدا کرد.

## فعالیت در دوران پس از کودتا ۲۹ اسفند ۱۲۹۹ و دوران پهلوی
در ۱۳۰۱ یا ۱۳۰۲ روزنامه آزاد را در مشهد منتشر کرد که تحت تأثیر انقلاب روسیه تا حدودی گرایش کمونیستی داشت. ژرژ آقابکوف جاسوس نامدار روسیه در کتاب خود از او به عنوان یک ایرانی کمونیست که مدیریت یک روزنامه طرفدار کمونیسم را به عهده داشت یاد میکند.
در مقاله‌های روزنامه به‌شدت از حکومت انتقاد می‌کرد. نوشته‌های او علیه سردار سپه باعث زندانی شدن برای چهارمین بار شد. پس از آزادی باز به فعالیت‌های سیاسی ادامه داد و این بار توسط محمد امیرعلایی، امیر لشکر شرق، دو سال در زندان کلات محبوس شد. در زمان استانداری حسین بنی‌آدم نیز یک‌ونیم سال در سبزوار زندانی شد. نگارش مقاله‌ای دربارهٔ «آزادی زنان» اعتراض حاج‌آقا حسین قمی را برانگیخت. وثوق‌السلطنه، حاکم وقت خراسان، روزنامه را توقیف و آزاد را به شیروان تبعید کرد. آزاد در کنسولگری شوروی در مشهد پناه گرفت و با کمک کنسول به تهران گریخت. تداوم انتقادها از رضاشاه باعث تبعید او به قم شد و سپس به اتهام جاسوسی و فعالیت‌های کمونیستی به زندان قصر افتاد. آزاد نامه‌ای به رضاشاه مبنی بر بی‌گناهی خود نوشت اما در ۱۳۱۰ به دلیل گزارش بازجوی شهربانی به شرح زیر و دستور رضاشاه به حبس ابد محکوم شد:
 آزاد یک مرد انقلابی است، چندین بار به زندان افتاده و یک بار هم حکم اعدامش صادر شده، شعر انقلابی سروده، حزب تشکیل داده و مقالات تند و انتقادی نوشته و کلاً آدم خطرناکی است و باید تبعید یا به حبس ابد محکوم گردد.

### فعالیت سیاسی در دوران محمدرضا شاه
پس از خروج رضاشاه از ایران در شهریور ۱۳۲۰، عبدالقدیر آزاد در شمار زندانیان سیاسی آزادشده بود. او در دورهٔ رضاشاه مجموعاً ۱۵ سال در زندان به سر برد. مدتی با گروه ۵۳ نفرهٔ کمونیستی هم‌بند بود ولی پس از رهایی با نگارش اسرار زندان قصر از آنان انتقاد کرد. در اولین جلسات حزب تودهٔ ایران به دعوت سلیمان اسکندری شرکت کرد و مسئول تنظیم اساسنامهٔ آن شد ولی اولین کسی بود که از آن کناره‌گیری کرد.

### تأسیسحزب استقلال
مهر ۱۳۲۰ حزب استقلال را تأسیس کرد و انتشار مجدد روزنامهٔ آزاد را از سر گرفت و هر هفته سه شماره منتشر می‌کرد و رویکرد منتقدانهٔ پیشینش را ادامه داد. در این دوره او از امضای «آزاد خراسانی» استفاده می‌کرد و از استبداد رضاشاه به‌شدت انتقاد کرد و روزنامه چند بار توقیف شد.
در انتخابات دورهٔ چهاردهم مجلس شورای ملی (۱۳۲۲) از حوزهٔ انتخابیهٔ سبزوار نامزد شد ولی ناکام ماند. در سال ۱۳۲۵ که احمد قوام، نخست‌وزیر وقت، حزب دموکرات ایران را تشکیل داد، آزاد به آن پیوست و از حوزهٔ انتخابیهٔ سبزوار با کسب ۱۱٬۲۷۹ رأی از مجموع ۲۵٬۰۲۵ رأی به نمایندگی مجلس شورای ملی انتخاب شد. در ابتدا از جمله نمایندگان حامی قوام بود اما اندکی بعد به مخالفت با او و مخصوصاً قرارداد قوام–سادچیکف برخاست. دولت قوام در اثر شدت یافتن اختلاف‌ها سقوط کرد و قوام از آزاد و اقلیت حزب دموکرات به عنوان عهدشکنان یاد کرد.
در پی سقوط دولت قوام‌السلطنه در ۱۸ آذر ۱۳۲۶ و روی کار آمدن حکیم‌الملک، آزاد با این دولت نیز بنای مخالفت را گذاشت. پس از ترور محمد مسعود، روزنامه‌نگار جنجالی، آزاد همراه با حسین مکی و ابوالحسن حائری‌زاده دولت حکیمی را استیضاح کرد و به انتقاد از عملکرد دادگستری و دخالت ارتش و شهربانی در امور کشور پرداخت. پس از طرح استیضاح، دولت حکیمی که با اکثریت قاطعی روی کار آمده بود، با اکثریتی ضعیف (۵۵ رأی موافق) توانست رأی اعتماد بگیرد. آزاد دولت عبدالحسین هژیر را نیز که جانشین حکیمی شده بود، به استیضاح کشاند. همین رویکرد را در قبال محمد ساعد نیز ادامه داد و سعی کرد با اطالهٔ بررسی مانع از تصویب قرارداد گس–گلشائیان تا آخرین ساعات مجلس پانزدهم شود.

### همراهی با جبهه ملی ایران و نهضت ملی شدن نفت
محمدرضا پهلوی مایل به تصویب قرارداد گس–گلشائیان بود. در نتیجه انتخابات مجلس شانزدهم با جعل و تخلف بسیار برگزار شد تا از راهیابی افراد مخالف با این قرارداد به مجلس جلوگیری شود. همین امر آزاد را به محمد مصدق نزدیک کرد. در ۲۲ مهر ۱۳۲۸ از جمله ۱۹ نفری بود که در اعتراض به انتخابات دورهٔ شانزدهم به رهبری مصدق در دربار متحصن شدند و دولت را به مداخله در انتخابات متهم کردند. این تحصن به تشکیل جبههٔ ملی ایران به رهبری مصدق انجامید. در همان سال هژیر ترور شد و آزاد همراه با چند تن از اعضای جبههٔ ملی زندانی شد و دو ماه را در حبس گذراند. با تجدید انتخابات، آزاد با کسب ۲۱٬۸۷۳ رأی از مجموع ۵۲٬۷۲۷ رأی از حوزهٔ انتخابیهٔ تهران به مجلس راه یافت. در دورهٔ شانزدهم مجلس شورای ملی که مصدق رهبری فراکسیون اقلیت (فراکسیون وطن) را بر عهده داشت، مخالفت‌ها با حاجعلی رزم‌آرا، نخست‌وزیر وقت، شدت یافت و آزاد از جمله استیضاح‌کنندگان نخست‌وزیر بود. آزاد در این برهه به اوج شهرت رسیده بود و علناً با محمدرضا پهلوی مخالفت می‌کرد.

### مخالفت با دولت ملی دکتر مصدق
در اردیبهشت ۱۳۳۰ مصدق به نخست‌وزیری رسید و اعضای کابینه‌اش را بدون مشورت کردن با اعضای جبههٔ ملی انتخاب کرد. آزاد انتظار داشت دو عضو از اعضای کابینه از حزب استقلال انتخاب شوند ولی مصدق زیر بار نرفت. آزاد نطقی علیه مصدق و دولتش در مجلس کرد و از جبههٔ ملی و فراکسیون وطن جدا شد. او به دولت پیشنهادی که چند وزیر آن را انگلیسی می‌دانست رأی کبود (مخالف) داد ولی به رئیس دولت (مصدق) رأی سفید (موافق) داد. او حتی ۱۰ شهریور ۱۳۳۰ در صحن مجلس با یوسف مشار، وزیر پست و تلگراف دولت مصدق، گلاویز شد و به روی او هفت‌تیر کشید. از اواخر سال ۱۳۳۰ در تقابل با دولت مصدق قرار گرفت و بر این باور بود که با قوای انگلیس نمی‌توان به جنگ انگلیس‌ها رفت. او مصدق را عامل مشکلات و مهرهٔ امپریالیسم خواند. تغییر ۱۸۰ درجه‌ای عقاید برای آزاد گران تمام شد و او محبوبیتی را که طی سه دهه به دست آورده بود از دست داد. در انتخابات دور هفدهم مجلس شورای ملی از فهرست نامزدان جبههٔ ملی خط خورد و در فهرست نامزدهای پیشنهادی دربار قرار گرفت ولی نتوانست به مجلس راه یابد. با وجود این، با استفاده از روزنامه‌اش همچنان به مخالفت با دولت مصدق پرداخت. در این دوران خودش را به سپهبد زاهدی نزدیک کرد که مخفیانه در حال آماده‌سازی شرایط برای براندازی دولت مصدق بود.

### همراهی با دولت زاهدی
پس از کودتای ۲۸ مرداد، از کودتا حمایت کرد و خواستار اعدام و مصادرهٔ اموال مصدق شد. با وجود این، پس از انتصاب زاهدی به نخست‌وزیری، به دلیل ترسی که از او داشتند سهمی از قدرت نبرد و حتی روزنامه و حزبش را نیز تعطیل کردند. زاهدی ریاست هیئت مدیره و مدیر عاملی شرکت سهامی فرش ایران را به او داد و سعی کرد او را از سیاست دور کند. سه سال این سِمَت‌ها را به شرط عدم شرکت در انتخابات و عدم انتشار روزنامه حفظ کرد ولی پس از آن از این سمت‌ها نیز کنار گذاشته شد. انتصاب به سمت ریاست شرکت فرش و نیز اشتهار به تک‌روی، باعث شد به‌کلی اعتبارش را از دست بدهد. در انتخابات دورهٔ بیستم مجلس شورای ملی (۱۳۳۹) در کنار کاشانی و حائری‌زاده فعالیت‌هایی کرد ولی حضورش مؤثر واقع نشد.
در اواخر عمر در فقر روزگار می‌گذراند و به دلیل حبس طولانی‌مدتی که کشیده بود، ناآرام، متوقع، و نامتعادل شده بود. در ۱۳۵۲ یا ۲۰ آبان ۱۳۵۳ در تهران درگذشت.